# Geoff Murphy

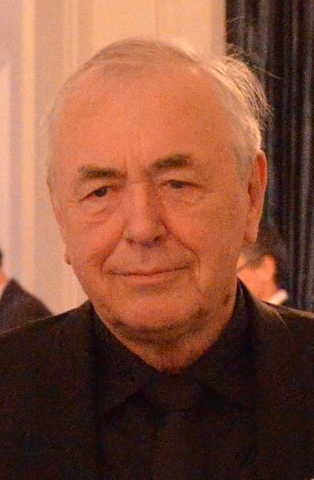
Geoff Murphy (2013)

Geoff Murphy (* 12. Oktober 1938 in Wellington; † 3. Dezember 2018 ebenda) war ein neuseeländischer Filmregisseur und Drehbuchautor. International bekannt wurde er durch die SciFi-Thriller Quiet Earth – Das letzte Experiment und Freejack – Geisel der Zukunft, als Second-Unit-Regisseur arbeitete er unter anderem an der Herr-der-Ringe-Trilogie von Peter Jackson mit.

## Leben und Karriere
Murphy wuchs in Highbury, einem Vorort Wellingtons, auf und ging dort auf die St. Vincent de Paul School in Kelburn und später aufs St. Patrick's College in Wellington. Anschließend studierte er und begann als Lehrer zu arbeiten.
Einen Namen machte sich Murphy durch das neuseeländische Roadmovie Mach’s gut, Pork Pie (1981), in dem die beiden Hauptdarsteller mit einem gelben Mini einmal von Norden nach Süden durch Neuseeland fahren, wobei sie sich ein Rennen mit der Polizei liefern. Dieser Film hat in Neuseeland Kultstatus. Danach folgten der Māori-Western Utu (1983) und der SciFi-Film Quiet Earth – Das letzte Experiment (1985), beide mit Bruno Lawrence. Mit dem neuseeländischen Komponisten John Charles, den er seit 1966 kannte und mit dem ihn eine gute Freundschaft verband, arbeitete er an vier gemeinsamen Kinofilmen: Mach’s gut, Pork Pie, Utu – Die letzte Schlacht der Maoris, Quiet Earth – Das letzte Experiment und Spooked.
Von den Erfolgen im eigenen Land motiviert ging Murphy in den 90er Jahren nach Hollywood, wo er Filme mit größerem Budget realisierte, unter anderem Blaze of Glory – Flammender Ruhm und Freejack – Geisel der Zukunft.
Murphy kehrte später nach Neuseeland zurück, um als Second Unit-Regisseur an der Herr-der-Ringe-Trilogie von Peter Jackson zu arbeiten. Außerdem drehte er mit Cliff Curtis den Thriller Spooked.
2015 veröffentlichte er seine Erinnerungen unter dem Titel A Life on Film (HarperCollins, ISBN 978-1-77554-079-3). Sein Schaffen als Regisseur von 1970 bis zuletzt 2009 umfasst zwei Dutzend Film- und Fernsehproduktionen.
Murphy war mit der Regisseurin Merata Mita verheiratet; aus der Ehe ging der Sohn Hepi Mita hervor.

## Filmografie (Auswahl)
- 1977: Dagg Day Afternoon
- 1977: Wildman
- 1981: Mach’s gut, Pork Pie (Goodbye Pork Pie)
- 1983: Utu – Die letzte Schlacht der Maoris (Utu)
- 1985: Quiet Earth – Das letzte Experiment (The Quiet Earth)
- 1988: Stirb niemals allein (Never Say Die)
- 1990: Blaze of Glory – Flammender Ruhm (Young Guns II)
- 1992: Freejack – Geisel der Zukunft (Freejack)
- 1993: Blind Side – Straße in den Tod (Blind Side)
- 1994: The Last Outlaw - Gnadenlose Jagd (The Last Outlaw)
- 1995: Alarmstufe: Rot 2 (Under Siege 2: Dark Territory)
- 1998: Die Glorreichen Sieben (Fernsehserie, eine Folge)
- 1999: Die Festung II: Die Rückkehr (Fortress 2)
- 2000: Allein gegen den Tod (Race Against Time, Fernsehfilm)
- 2004: Spooked